# Années 2020
 (février 2024).
 (janvier 2024).
Les années 2020 ont commencé le 1er janvier 2020 et se termineront le 31 décembre 2029. Cette décennie est marquée depuis ses premiers jours par des bouleversements majeurs dans le monde, sur les plans géopolitique (guerre russo-ukrainienne), climatique (graves incendies en France, en Californie et au Chili, sècheresse), social et sanitaire (pandémie de Covid-19).
Le tout début de la décennie est notamment marqué par la pandémie de Covid-19 causée par un virus de la famille des coronavirus, le SARS-CoV-2, apparu en Chine. Cette pandémie est considérée par l'Organisation mondiale de la santé (OMS) et par la plupart des experts comme la plus grave qu'ait connue l'humanité depuis la grippe espagnole de 1918. Après s'être répandu sur l'ensemble du territoire chinois, le virus se répand dans les pays voisins, puis dans le reste du monde, l'Europe devenant le centre de la pandémie début mars 2020, dénombrant plus de 800 000 décès confirmés au bout d'un an. Le continent américain est lui aussi durement touché, à l'image des États-Unis qui dénombrent plus de 500 000 décès, et du Brésil qui en compte plus de 250 000 ; plus de 170 millions de cas et plus de 3,5 millions de décès sont confirmés au niveau mondial (chiffres à début juin 2021).
La pandémie entraîne le pire krach boursier depuis la crise de 2008, le confinement de populations entières et la fermeture de nombreuses frontières, notamment au sein de l'Espace Schengen,. La recherche scientifique aboutit en quelques mois à l'élaboration de plusieurs candidats-vaccins. Plusieurs états (Chine, Royaume-Uni, États-Unis) lancent leur campagne de vaccination dès la fin 2020, suivis plus largement par des dizaines d'autres pays développés dès les premiers mois de 2021. Des confinements sont instaurés dans le monde en 2020 et 2021 pour faire face à la pandémie.
Fin mai 2020, les États-Unis sont secoués par des manifestations et des émeutes commençant à Minneapolis puis se répandant dans tous les pays du monde, à la suite du meurtre de George Floyd, un Afro-Américain âgé de 46 ans, tué par un policier blanc nommé Derek Chauvin, puis à partir du 30 mai, plusieurs manifestations contre le racisme et les violences policières commis envers les personnes noires se produisent dans le monde, notamment en Europe, en Afrique et en Océanie.
Plusieurs conflits ayant commencé durant les années 2010 continuent, comme la guerre civile syrienne, la deuxième guerre civile libyenne, la guerre du Donbass, la guerre civile yéménite, ou encore la guerre civile sud-soudanaise. D'autres conflits plus anciens continuent également, comme la guerre civile somalienne, le conflit frontalier au Haut-Karabagh et le conflit israélo-palestinien, qui dure depuis plus de 70 ans. En août 2021, après presque 20 ans de guerre, les États-Unis se retirent d'Afghanistan, permettant la prise de pouvoir des Talibans. 
Fin février 2022, une grande invasion de l'Ukraine par l'armée russe est lancée par le président russe Vladimir Poutine lors d'une allocution télévisée, à la suite d'une guerre longue de plusieurs années provoquée par l'annexion de la Crimée et l'occupation d'une partie du Donbass par la Russie.

## Événements majeurs

### Pandémie de Covid-19
- La pandémie de la maladie à coronavirus 2019 qui a commencé en Chine en décembre 2019 s'est propagée à la plupart des pays du monde, devenant l'une des plus grandes pandémies de l'histoire. Depuis le début de la pandémie à la fin de 2021[5]; sous une forme ou une autre, plus de 250 millions de cas ont souffert[5] (environ 3 % de la population mondiale).
- Les plus durement touchés ont été États-Unis, Brésil, Inde, Mexique et Russie – dans chacun de ces cinq pays, plus de 250 000 personnes sont mortes de la covid-19[5].
- Les pays d'Europe ont également été gravement touchés : au Royaume-Uni, Italie, France, Espagne et Allemagne plus de quatre millions de personnes ont été infectées et plus de 80 000 personnes sont décédées chacune. Dans de nombreux pays européens, les taux de morbidité et de mortalité sont devenus parmi les plus élevés au monde (en particulier en Hongrie, Tchéquie et dans d'autres pays d'Europe de l'Est).
- Plus de sept millions de personnes infectées ont également été identifiées en Russie et en Turquie, plus de cinq millions en Argentine et Iran, plus de quatre millions en Colombie et en Indonésie. L'absence totale d'infections à la covid-19 est signalée par les statistiques officielles en Corée du Nord, au Turkménistan, au Nauru, aux Tonga et aux Tuvalu.
- La pandémie a déclenché l'introduction massive de mesures de quarantaine et de prophylactiques (telles que la distanciation sociale, le confinement, le couvre-feu, la recherche des contacts, l’isolement) et provoqué une crise économique. Des millions de personnes sont passées au travail à distance et l’enseignement à distance.
- En 2021, une vaccination de masse contre le coronavirus a commencé. Au cours des six premiers mois, plus d'un milliard et demi de vaccinations ont été effectuées, principalement aux États-Unis, en Chine et en Inde[6],[7].

### Invasion de l'Ukraine par la Russie en 2022
- Invasion de l'Ukraine par la Russie en 2022.

### Politique et société

#### États-Unis
- Mouvement Black Lives Matter (2020) : manifestations et émeutes aux États-Unis et en Europe après le meurtre de George Floyd et d'autres incidents similaires (2020).
- Élection présidentielle américaine (2020) : le démocrate Joe Biden a battu le républicain Donald Trump.
- Assaut du Capitole par des partisans de Donald Trump (2021).
- 24 juin 2022 : Affaire Dobbs v. Jackson Women's Health Organization:  Décision historique de la Cour suprême des États-Unis où elle statue que la constitution américaine ne confère pas de droit à l'avortement.

#### Amérique latine
- Élection présidentielle chilienne de 2021: Élection de Gabriel Boric.
- Brésil : Élection de Luiz Inácio Lula da Silva face au président sortant Jair Bolsonaro (2022).
- Tentative d'auto-coup d'État de 2022 au Pérou.

#### Europe
- Retrait du Royaume-Uni de l'Union européenne (2020).
- Manifestations en Pologne contre la décision du Tribunal constitutionnel de Pologne à propos de la législation interdisant l'avortement (2020).
- Démission de Angela Merkel du poste de Chancelière fédérale d’Allemagne, Olaf Scholz du SDP lui succède (2021).
- Élection présidentielle française : Emmanuel Macron est réélu face à Marine Le Pen (2022).
- Couronnement de Charles III et de Camilla Parker Bowles (2023).
- Mouvement des agriculteurs de 2024 en France (2024)

##### Europe de l’Est, Caucase et Asie centrale
- Amendements à la Constitution de la Russie (2020), référendum constitutionnel russe de 2020 (2020)
- Émeutes de masse dans le sud du Kazakhstan (2020). Début 2022, de nouvelles émeutes faisant suite à l'augmentation du prix de l'énergie se transforment en révolte. Celle-ci est sévèrement réprimée, le président ayant donné pour consigne d’ouvrir le feu « sans avertissement »[8].
- Manifestations dans le territoire de Khabarovsk, provoquées par l'arrestation du gouverneur Sergueï Fourgal (2020).
- Manifestations en Biélorussie, contre le président Alexandre Loukachenko, causées par la non-reconnaissance par ses opposants des résultats officiels élections présidentielles (2020).
- Détournement du vol Ryanair 4978 (2021) en Biélorussie.
- Deuxième guerre du Karabagh (2020) : finie, prise de contrôle de l'Azerbaïdjan sur la majeure partie du Karabagh, introduction de casques bleus russes dans la nouvelle ligne de contact du Haut-Karabagh, et manifestations en Arménie.
- Manifestations de 2020 au Kirghizistan, démission du président Sooronbay Jeenbekov (2020)
- Arrestation d’Alexeï Navalny et manifestations (2021).
- Conflit de 2021 entre le Kirghizistan et le Tadjikistan (2021).
- Crise migratoire à la frontière de la Biélorussie (2021).
- Crise diplomatique russo-ukrainienne de 2021-2022 (2021).
- Invasion de l'Ukraine par la Russie en 2022 (2022).
- Séismes de 2023 en Turquie et Syrie.

#### Asie du sud-est
- Le Premier ministre malaisien, Mahathir Mohamad a remis sa démission au roi Abdullah Shah (2020)[9].
- La Haute Cour de Kuala Lumpur condamne l’ancien Premier ministre malaisien Najib Razak à douze ans de prison pour corruption, blanchiment d’argent et abus de pouvoir, ainsi qu’à une amende de 42 millions d’euros (2020)[10].
- Élections législatives birmanes remportées à nouveau par la Ligue National pour la Démocratie (LND) dirigée par Aung San Suu Kyi (2020).
- Coup d'État militaire en Birmanie mené par l'armée birmane sous l'impulsion de Min Aung Hlaing (2021).
- L'épouse de l'ex-Premier ministre malaisien Najib Razak, Rosmah Mansor, a été jugée coupable de corruption et condamnée à 10 ans de prison (2022)[11].

#### Afrique
- Coups d'État militaires au Mali : 2020, 2021.
- Conflit armé au Tigré (depuis 2020).
- 9 novembre 2022 : Annonce par Emmanuel Macron de la fin de l'Opération Barkhane dans le Sahel et le Sahara.

### Accidents et catastrophes naturelles

#### Catastrophes naturelles
- 2020
  - Feux de brousse de 2019-2020 en Australie
  - Incendies de forêt dans la zone d'exclusion de Tchernobyl en 2020
- 2021
  - Inondations de juillet 2021 en Europe
- 2022
  - Sécheresse de 2022 en Europe
  - Éruption du Hunga Tonga en 2022 (îles Tonga)
  - Inondations de 2022 de Petrópolis (Brésil)
- 2023
  - Séismes de 2023 en Turquie et Syrie
  - Feux de forêt de 2023 au Canada
  - Séisme de 2023 au Maroc
- 2024
  - Séisme de 2024 dans la péninsule de Noto (Japon)
- 2025
  - Incendies de 2025 à Los Angeles
  - Effondrement du glacier du Birch (Suisse)
  - Inondations de 2025 au Texas

#### Accidents
- Le 8 janvier 2020, le Boeing 737 NG effectuant le vol 752 d'Ukraine International Airlines (PS 752), devant relier Téhéran, capitale de l'Iran, à Kiev (Ukraine), est abattu par erreur par la défense anti-aérienne iranienne.
- Vol Pakistan International Airlines 8303 (2020)
- Déversement de pétrole à Norilsk (2020)
- Explosions au port de Beyrouth (2020)
- Effondrement d'un immeuble de Surfside (2021)
- Vol Air India 171 (2025)

## Évolution de la société

### Démographie
Le 15 novembre 2022, la Terre a dépassé les 8 milliards d'êtres humains.

### Maladies et épidémies
En juillet 2022, l'Organisation Mondiale de la Santé déclenche le plus haut niveau d’alerte, l’Urgence de santé publique de portée internationale (USPPI), pour renforcer la lutte contre la variole du singe. Selon l’OMS, plus de 18 000 cas de variole du singe ont été détectés dans le monde depuis le début du mois de mai 2022 en dehors des zones endémiques en Afrique, dans 78 pays (Europe, Amériques…).

## Climat
Selon les prévisions du Groupe d'experts intergouvernemental sur l'évolution du climat (Giec), les années 2020 devraient connaître un taux d’accroissement des catastrophes liées au réchauffement climatique plus élevé avec, entre autres, environ cinq fois plus de cyclones tropicaux et d'inondations meurtrières, ainsi qu'une augmentation des migrations humaines et animales, notamment des migrations de moustiques pouvant transporter des maladies dans des régions non couvertes par les vaccinations.

### 2021
- 29 juin 2021 : le Canada enregistre un nouveau record de chaleur, soit 49,6 °C dans le village de Lytton en Colombie-Britannique.
- Juin-juillet 2021 : la canicule dans l'Ouest de l'Amérique du Nord cause des feux de forêt causant l'évacuation de millions de personnes.
- Mi-juillet 2021 : des inondations historiques touchent l'Europe, les pays de la Belgique et l'Allemagne sont les plus touchés, c'est l'une des pires catastrophe naturelle du début du XXIe siècle en Europe en nombre de victimes, plus de deux cents personnes sont décédées dans ces inondations.

### 2024
Inondations de 2024 en Espagne

## Technologie
- Les voitures, vélos et trottinettes électriques continuent de se développer durant les années 2020. Elles devraient également voir l'avènement du véhicule autonome : la commercialisation généralisée est attendue pour la fin de la décennie[15]. D'après une étude d'IHS Automotive, les ventes de voitures autonomes vont décoller au début des années 2020 puis fortement croître d'ici 2035[16]. Nissan prévoit de commercialiser son premier modèle en 2020[17].

- La NASA, l'agence spatiale américaine, veut envoyer des êtres humains vivre sur la Lune avec le projet Artemis ; mais le projet ne se réalisera pas avant fin 2025[18].

- Microsoft sort la version Windows 11 (à partir de 2021).

- Des consoles de jeux vidéo de neuvième génération sont mises en vente à partir de 2020 : PlayStation 5, Xbox Series X et Xbox Series S, Nintendo Switch 2.

- L'intelligence artificielle générative (IA) se démocratise.

## Culture

### Cinéma et télévision
- En 2020-2021, l'industrie cinématographique connait une forte baisse en raison de la pandémie et de la fermeture des cinémas. À l'inverse, on observe une forte  croissance des cinémas en ligne et de la télévision en streaming sur Internet. De nombreuses grandes premières de films des années 2020 ne sont diffusées qu'en ligne (ou simultanément dans les cinémas et en ligne).
- La série Squid Game, sortie en septembre 2021 et déconseillée globalement aux moins de 18 ans dans le monde entier, est devenue la plus populaire sur le service de streaming Netflix et la première série sud-coréenne à figurer en tête du classement[19].

### Internet culture
- Le réseau social TikTok est devenu le plus rapide au début des années 2020, son audience mensuelle dépasse 1 milliard de personnes[20].

### Musique
- Au début des années 2020, TikTok est devenu une plateforme musicale extrêmement populaire.
- La présence sur des plateformes telles que Spotify, Deezer, SoundCloud, BOOM, YouTube Music et Apple Music a augmenté en raison de la pandémie de COVID-19[21],[22].

## Sport et manifestations mondiales

### Principales manifestations mondiales
Trois jeux olympiques d'été sont programmés durant cette décennie : 
- les Jeux olympiques d'été de 2020 à Tokyo (Japon), qui ont été reportés à l’été 2021, du 23 juillet au 8 août 2021 ;
- les Jeux olympiques d'été de 2024 à Paris (France), marqués par une cérémonie d'ouverture et des épreuves qui, pour la première fois dans l'histoire des Jeux, se déroulent hors d'un stade olympique, en l'occurrence en plein cœur de la ville de Paris et sur différents sites complémentaires ;
- les Jeux olympiques d'été de 2028 à Los Angeles (États-Unis).

Dans le même temps, deux éditions des jeux olympiques d'hiver sont au programme, en 2022 à Pékin (Chine) et en 2026 à Milan/Cortina (Italie).

### Palmarès et records marquants
Des Jeux de Tokyo à ceux de Paris, la grimpeuse Slovène Janja Garnbret obtient un palmarès jamais vu dans l'histoire de l'escalade : sur 24 participations, elle a été trois fois deuxième et 21 fois vainqueur, obtenant l'or aux deux évènements olympiques.
En judo, le Français Teddy Riner est détenteur d'un palmarès record avec onze titres de champion du monde, trois médailles d'or olympiques en individuel et deux par équipes mixtes.
La Chine continue de régner en tennis de table.

## Événements prévus
- 2029 : l'astéroïde Apophis (2004 MN4) passera près de la Terre[24].